# Тріатлон на Панамериканських іграх
Змагання з тріатлону входять до програми Панамериканських ігор з 1995 року.

## Жінки
| Рік  | Золото                | Срібло                | Бронза                     |
| ---- | --------------------- | --------------------- | -------------------------- |
| 1995 | Карен Смайрс (USA)    | Крісті Отто (CAN)     | Фіона Крібб (CAN)          |
| 1999 | Шерон Доннеллі (CAN)  | Карла Морено (BRA)    | Керол Монтгомері (CAN)     |
| 2003 | Джилл Саведж (CAN)    | Шейла Таорміна (USA)  | Бекі Гіббз (USA)           |
| 2007 | Джулі Ертел (USA)     | Сара Гаскінс (USA)    | Лорен Гровз (USA)          |
| 2011 | Сара Гаскінс (USA)    | Барбара Ріверос (CHI) | Памела Насіменту (BRA)     |
| 2015 | Барбара Ріверос (CHI) | Паола Діас (MEX)      | Флора Даффі (BER)          |
| 2019 | Луїза Баптіста (BRA)  | Вітторія Лопес (BRA)  | Сесілія Перес Флорес (MEX) |

## Чоловіки

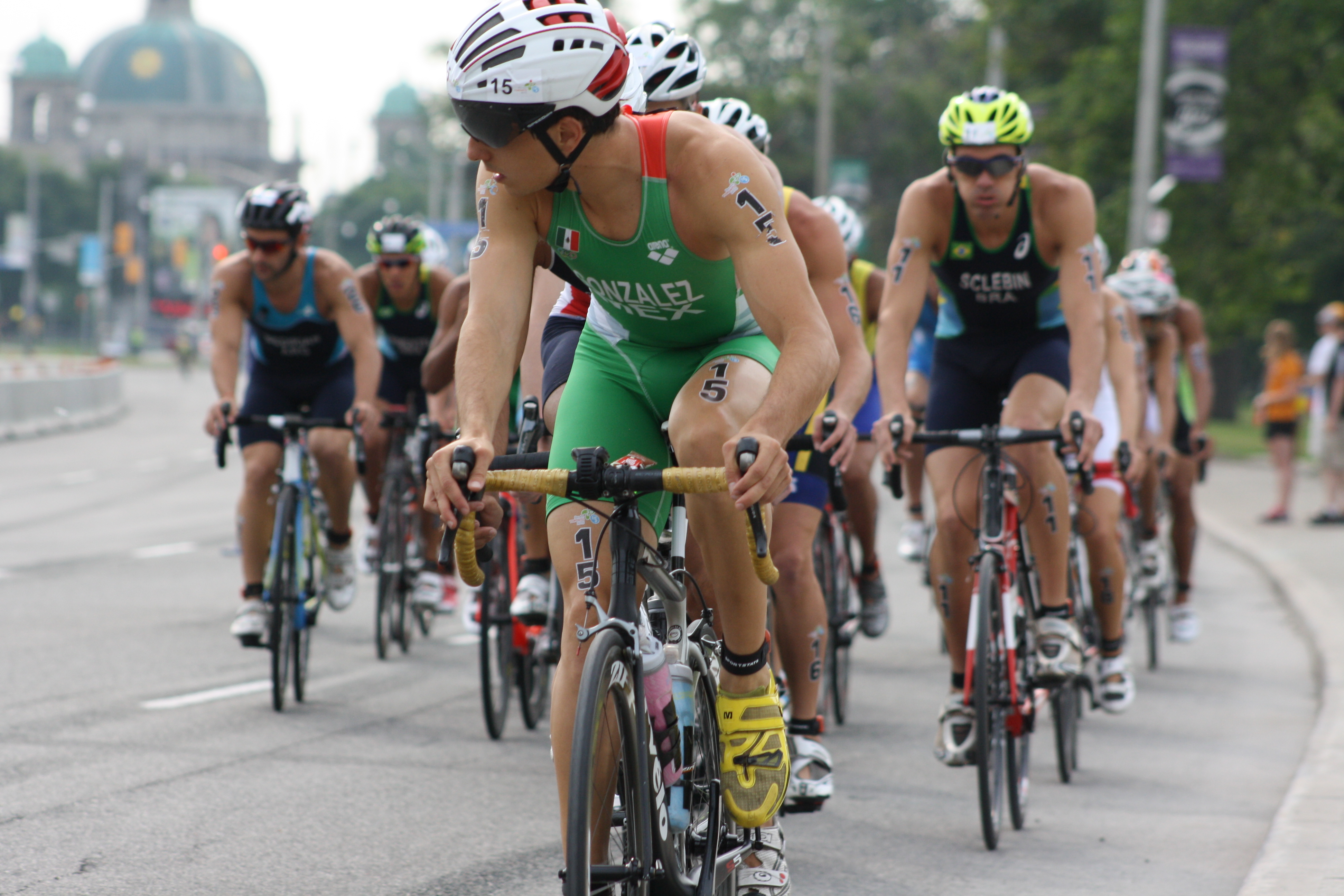
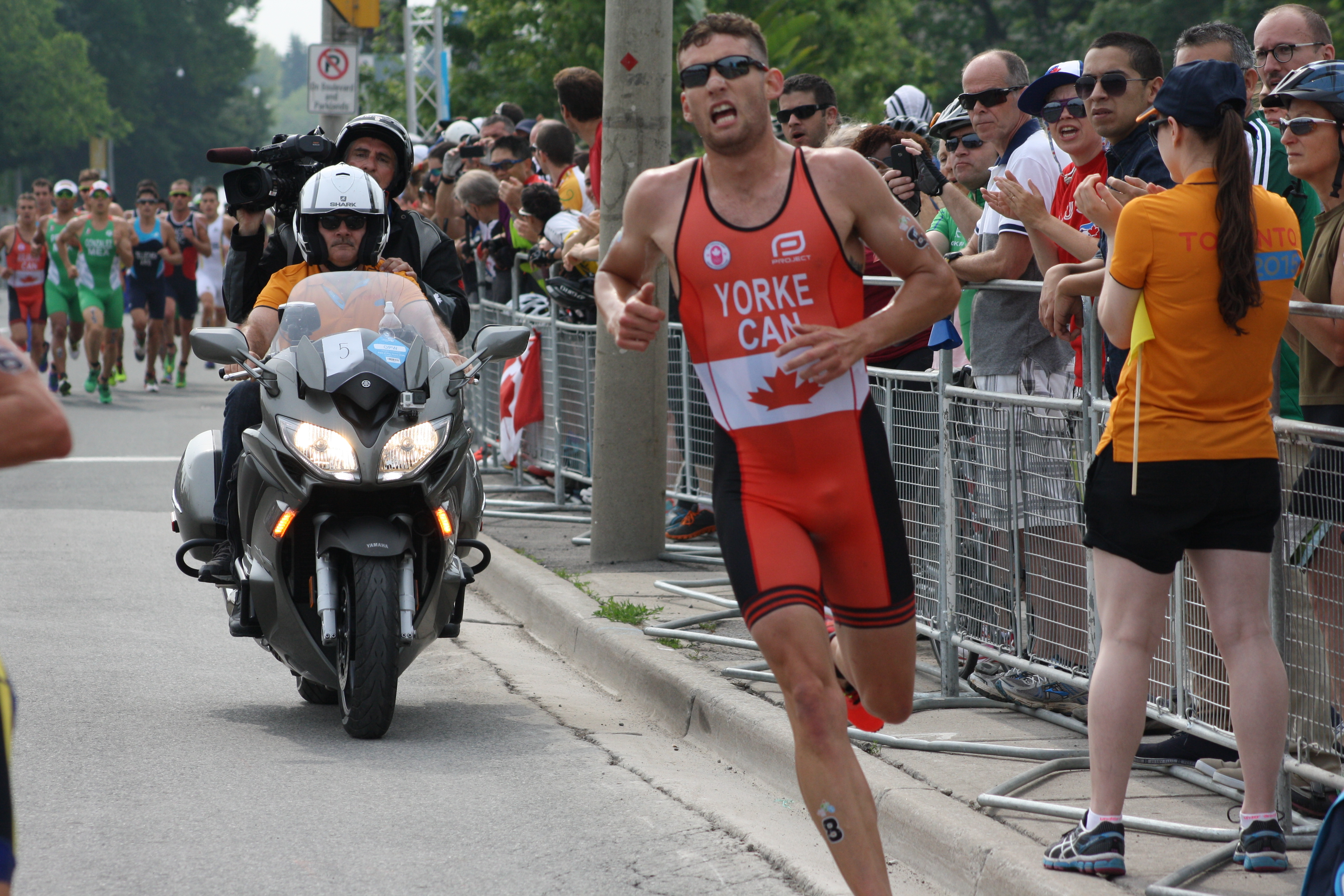
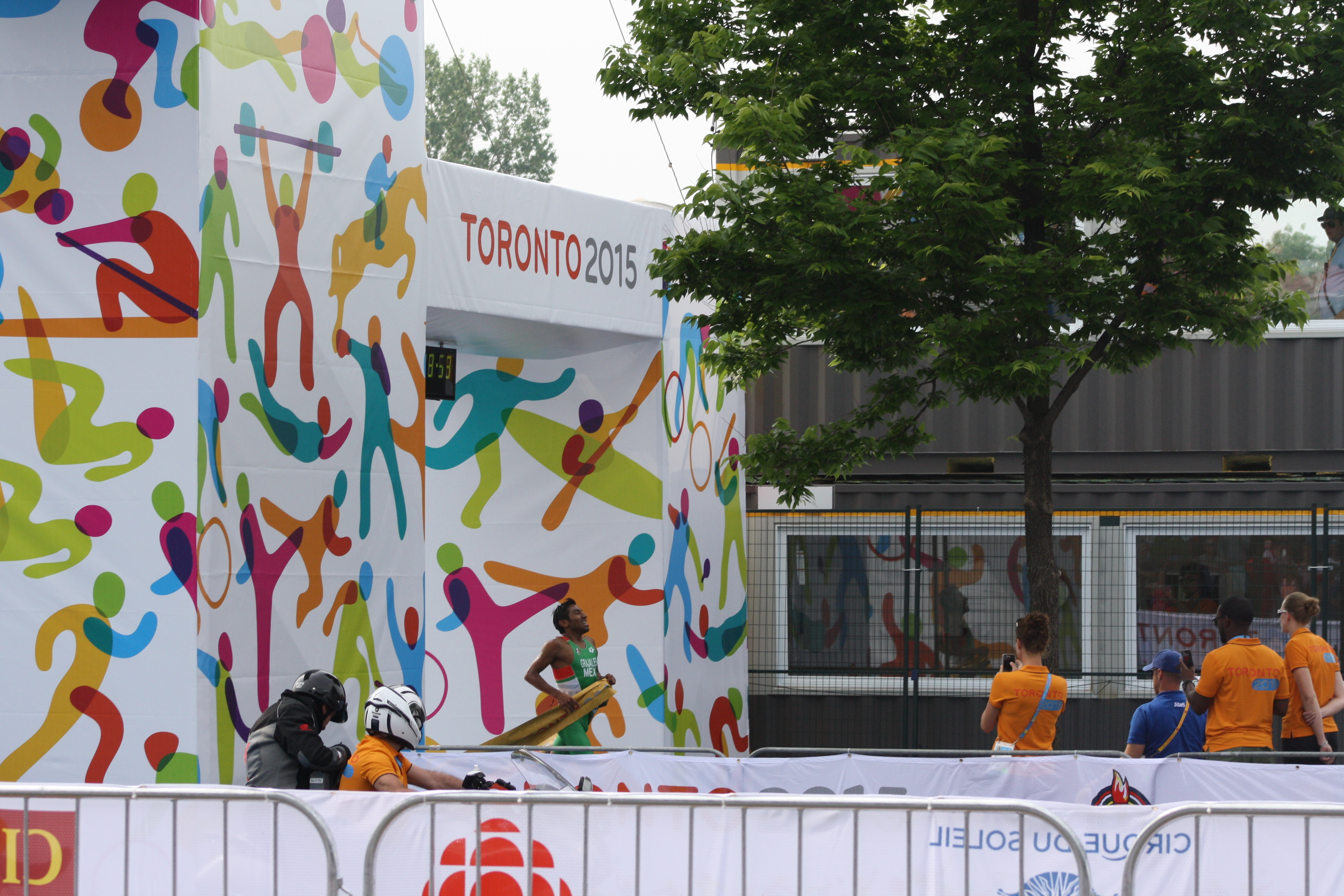

| Рік  | Золото                   | Срібло                      | Бронза                |
| ---- | ------------------------ | --------------------------- | --------------------- |
| 1995 | Леандро Маседо (BRA)     | Марк Бейтс (CAN)            | Оскар Галіндес (ARG)  |
| 1999 | Гільберто Гонсалес (VEN) | Гантер Кемпер (USA)         | Саймон Вітфілд (CAN)  |
| 2003 | Гантер Кемпер (USA)      | Віржіліо де Кастільйо (BRA) | Оскар Галіндес (ARG)  |
| 2007 | Енді Поттс (USA)         | Брент Макмен (CAN)          | Журасі Морейра (BRA)  |
| 2011 | Рейнальдо Колуччі (BRA)  | Мануель Уерта (USA)         | Брент Макмен (CAN)    |
| 2015 | Крісанто Грахалес (MEX)  | Кевін Макдовелл (USA)       | Ірвінг Перес (MEX)    |
| 2019 | Крісанто Грахалес (MEX)  | Маноель Мессіас (BRA)       | Лусіано Такконе (ARG) |